# Mitlenatch Island Nature Provincial Park
Der Mitlenatch Island Nature Provincial Park ist ein 155 ha großer Provincial Park in der kanadischen Provinz British Columbia. Das Schutzgebiet wurde am 14. Juli 1961 eingerichtet und sein Status sowie die Grenzen wurden im Laufe der Zeit mehrfach, zuletzt im Jahr 2000, geändert.
Bei dem Park handelt es sich um ein IUCN-Schutzgebiet der Kategorie Ia (strenges Naturreservat).

## Lage
Der Mitlenatch Island Nature Provincial Park liegt auf Mitlenatch Island. Der Name der Insel ist eine Verballhornung von „Métl'nech“, einem Begriff aus der Sprache der Sliammon, welcher wahrscheinlich mit „ruhiges Land“ übersetzt werden kann und sich auf geschützte Bereiche auf der Insel beziehen würde. Diese gehört zur Inselgruppe der Discovery Islands und liegt in der Straße von Georgia. Sie selbst gehört zum Strathcona Regional District. Nördlich der Insel liegt Cortes Island, nordöstlich Hernando Island, östlich Savary Island und westlich Vancouver Island. Das Schutzgebiet umfasst die gesamte Fläche der Mitlenatch-Insel sowie einen Teil der umgebenden Gewässer (36 ha Festland und 119 ha umgebende Gewässer).

## Flora und Fauna
Das Ökosystem von British Columbia wird mit dem Biogeoclimatic Ecological Classification (BEC) Zoning System in verschiedene biogeoklimatischen Zonen eingeteilt. Biogeoklimatische Zonen zeichnen sich durch ein grundsätzlich identisches oder sehr ähnliches Klima sowie gleiche oder sehr ähnliche biologische und geologische Voraussetzungen aus. Daraus resultiert in den jeweiligen Zonen dann auch ein sehr ähnlicher Bestand an Pflanzen und Tieren. Innerhalb dieser Systematik wird das Parkgebiet der Coastal Douglas-fir Zone (CDFmm) zugeordnet.
Die Insel beherbergt die zweitgrößte Brutkolonie von Seevögeln in der Straße von Georgia sowie viele seltene Pflanzen- und Tierarten. Bisher wurden auf Mitlenatch Island über 160 Vogelarten registriert. Zu den vorherrschenden Brutvogelarten gehören Beringmöwe, Meerscharbe, Ohrenscharbe, Taubenteiste, Klippenausternfischer und der Nashornalk sowie die Kragenente und der Marmelalk.
In den Gewässern um die Insel kommen Seehunde und sowohl der Stellersche als auch der Kalifornische Seelöwe vor.